# Riptide (serie televisiva)
Riptide è una serie televisiva poliziesca statunitense, prodotta dalla NBC dal 1983 al 1986 in tre stagioni. 
La serie è stata ideata da Frank Lupo e Stephen J. Cannell. Il tema musicale è stato composto da Mike Post e Pete Carpenter, autori di altre sigle famose come Magnum, P.I., A-Team, MacGyver e Law & Order - I due volti della giustizia.

## Trama
Cody Allen e Nicholas Ryder sono due ex commilitoni dell'Esercito degli USA che decidono di aprire a Los Angeles un'agenzia di investigazioni. Rendendosi conto dell'importanza della tecnologia nelle investigazioni, prendono in società lo stralunato e goffo scienziato Murray Bozinsky (esempio tipico di nerd), conosciuto anni prima nell'esercito, quando lo arrestarono con l'accusa di essere un hacker. Bozinsky è accompagnato da un robot di sua creazione (Roboz), che svolge svariati compiti a bordo del natante, risultando a volte determinante per le indagini.
La squadra di investigatori opera e vive sulla Riptide, la barca di Cody (un Wheeler Trawler 65 del 1937) ormeggiata al molo 56 della Marina di King Harbor. Nick possiede un vecchio elicottero colorato di rosa (un modello Sikorsky S-58T) e guida una Chevrolet Corvette rossa del 1960. Cody guida un fuoristrada GMC Jimmy. Entrambi utilizzano saltuariamente un motoscafo chiamato Ebb Tide.
Nel corso delle investigazioni i tre si imbattono sovente nel Tenente Quinlan, un rude poliziotto che non li sopporta e mette loro spesso i bastoni tra le ruote. Nonostante ciò, quando questi viene ucciso in uno degli ultimi episodi, il trio scoprirà il colpevole rendendogli giustizia. In seguito il contatto con la polizia sarà il Tenente Parisi, una donna detective che si dimostra più collaborativa nei confronti del gruppo, e da cui Cody e Nick restano affascinati: purtroppo i loro tentativi di abbordaggio cadono sempre nel vuoto.
Dalla seconda stagione compare Dooley, un ragazzo addetto al molo che occasionalmente assiste la squadra nelle sue investigazioni.
Riptide è una serie vicina nei toni a Magnum P.I., e come in quella serie, vengono spesso trattati argomenti delicati, come la corruzione nell'Esercito, il razzismo, il potere forte di lobby economiche e politiche ecc. La maggior parte degli episodi è comunque incentrata su investigazioni sulla malavita locale.

## Curiosità
Alcuni attori che in seguito diverranno famosi partecipano in piccoli ruoli ad alcune puntate, in particolare:
- Geena Davis compare nell'episodio 13 della prima stagione nel maggio 1984.
- George Clooney compare nel primo episodio della seconda stagione nell'ottobre 1984.

Nel penultimo episodio della terza stagione Nick e Cody sono assunti quali consulenti di una serie televisiva che ricorda molto da vicino una parodia di Moonlighting (il telefilm con protagonista un giovanissimo Bruce Willis); questa serie veniva trasmessa negli USA dalle reti concorrenti nella stessa fascia oraria di Riptide.
Durante i primi episodi, Mama Jo (interpretata da Anne Francis) è la scontrosa skipper della Barefoot Contessa, una barca turistica con un equipaggio tutto al femminile.

## Episodi
| Stagione         | Episodi | Prima TV USA | Prima TV Italia |
| ---------------- | ------- | ------------ | --------------- |
| Prima stagione   | 13      | 1984         |                 |
| Seconda stagione | 22      | 1984-1985    |                 |
| Terza stagione   | 21      | 1985-1986    |                 |

## Edizioni DVD
La Sony Pictures Home Entertainment ha pubblicato la prima stagione di Riptide in un cofanetto di 3 dischi DVD il 14 febbraio 2006, disponibile solo negli Stati Uniti.
La Visual Entertainment ha raccolto e pubblicato tutte le tre stagioni di Riptide, ma solo per il mercato canadese.